# Óscar Valdez
Óscar Valdez (Buenos Aires, 25 luglio 1946 – Valencia, 16 febbraio 2025) è stato un calciatore argentino naturalizzato spagnolo, di ruolo attaccante.

## Carriera
Con il Valencia vinse la Liga nel 1971.